# Sächsische Weltchronik

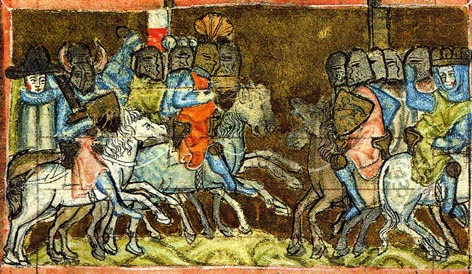
Illustrazione della battaglia di Bornhöved nella Sächsischen Weltchronik (manoscritto del XIV secolo).

Il Sächsische Weltchronik (SW), traducibile in Cronaca mondiale sassone, è la prima cronaca in prosa in lingua tedesca.
Venne scritta in medio alto e medio basso tedesco. A differenza di altre cronache del suo tempo, venne scritta in prosa invece che in rima. Il tempo di redazione non è chiaro; le proposte di ricerca spaziano dalle fasi tra il 1225 e il 1229 a fasi tra il 1260 e il 1275. Nel XIX secolo, Ludwig Weiland distinse tre gruppi nella sua edizione della tradizione testuale (recensioni A, B e C). Nel suo studio (1985), Michael Menzel lo suddivise ulteriormente in sei recensioni. L'opera venne probabilmente scritta nell'area dell'arcidiocesi di Magdeburgo. Per lungo tempo è stata considerata opera di Eikes di Repgow, l'autore del Sachsenspiegel, sulla base di una citazione nella prefazione in rima della cronaca «daz is des van Repegouwe rat», ma oggi questa attribuzione non è più considerata valida.
Il Sächsische Weltchronik racconta la storia del mondo e il cronista, a partire dalla creazione del mondo da parte di Dio, passa rapidamente alla storia di Roma per poi riferire più in dettaglio le vicende prima dei Franchi, poi del Sacro Romano Impero. La cronaca si conclude con il regno di Federico II, che corrisponde all'epoca del cronista. A seconda della grafia, vengono aggiunte delle continuazioni. In contrasto con le cronache di questo tempo (vedi Rodolfo di Ems, e la sua Christherre-Chronik o Jans der Enikel), mostra poco interesse per le narrazioni bibliche e nelle sue versioni A e B rimane quasi sobrio-annalistico, il che non è atipico per il tipo di cronaca mondiale. Il Sächsische Weltchronik è stato tramandato in oltre 50 codici e frammenti ed ha avuto diverse prodecuzioni.

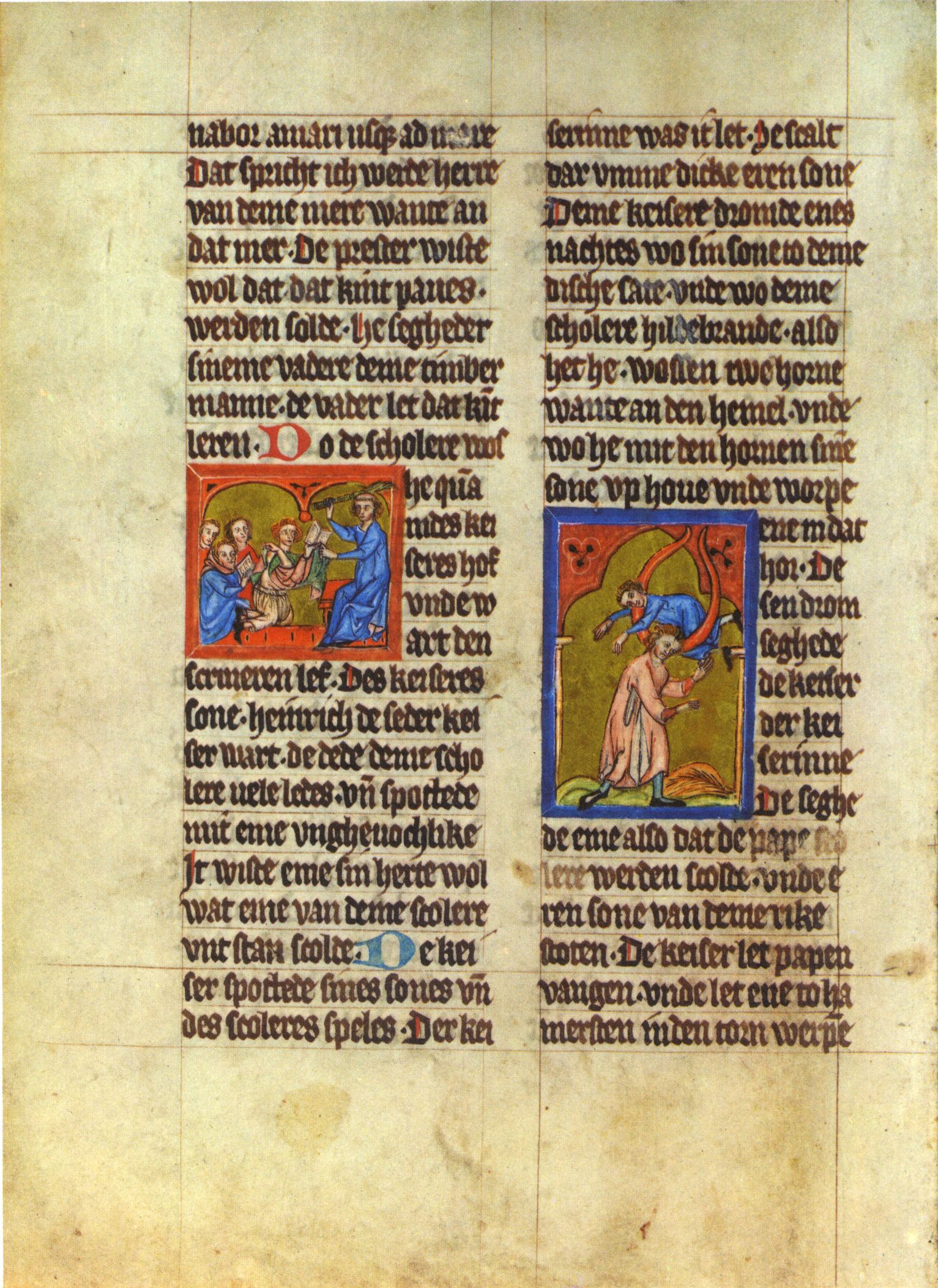
Una pagina del Sächsischen Weltchronik nel manoscritto Berlin, Staatsbibliothek, Ms. germ. 129, fol. 89v (inizio del XIV secolo)